# Глинне (Вілейський район)
Глинне (біл. вёска Гліннаё) — село в складі Вілейського району Мінської області, Білорусь. Село підпорядковане Осиповицькій сільській раді, розташоване в північній частині області.